# Гераброн
Гераброн (њем. Gerabronn) град је у њемачкој савезној држави Баден-Виртемберг. Једно је од 30 општинских средишта округа Швебиш Хал. Према процјени из 2010. у граду је живјело 4.345 становника. Посједује регионалну шифру (AGS) 8127032.

## Географски и демографски подаци
Гераброн се налази у савезној држави Баден-Виртемберг у округу Швебиш Хал. Град се налази на надморској висини од 460 метара. Површина општине износи 40,4 km². У самом граду је, према процјени из 2010. године, живјело 4.345 становника. Просјечна густина становништва износи 108 становника/km².

## Међународна сарадња
| Мјесто           | Држава    | Врста сарадње | Од    |
| ---------------- | --------- | ------------- | ----- |
| Нуан ле Физелије | Француска | партнерство   | 1966. |
| Извор            |           |               |       |